# Die Nelken
Die Nelken war eine deutsche marxistische Kleinpartei, die 1990 in der DDR gegründet und Mitte der 1990er Jahre aufgelöst wurde.

## Geschichte
Am 13. Januar 1990 gründete sich die marxistische Partei Die Nelken (eigentlich DIE NELKEN marxistische Partei) im Ostteil von Berlin. Sie verstand sich als Sammelbecken für parteilose Kommunisten, vorrangig ehemalige Mitglieder der SED, die ausgetreten waren oder ausgeschlossen worden waren. Als Vorsitzende wirkten anfangs Brigitte Kahnwald, Michael Czollek und Reiner Bartscher. Czollek hatte in einem Interview mit der Wochenpost erklärt, eine Mitarbeit in der PDS-SED stehe nicht zur Debatte, da viele Mitglieder von dort enttäuscht seien. In Sachfragen wolle man allerdings zusammenarbeiten.
Hauptziel der Partei war zunächst der Kampf für einen sozialistischen Weg der DDR, die Entwicklung kapitalistischer Gesellschaftsverhältnisse sollte verhindert werden. Man befürwortete zwar die Marktwirtschaft, wollte aber zur „Sicherung der Bedürfnisse des Menschen“ an einer „gesellschaftlichen Rahmenplanung“ der Wirtschaft festhalten.
Im Februar 1990 schloss sich die Partei mit der Vereinigten Linken (VL) für die Volkskammerwahlen am 18. März 1990 zu einer Listenvereinigung unter dem Namen „Aktionsbündnis Vereinigte Linke“ zusammen. Einziger Volkskammerabgeordneter dieser Listenverbindung war das VL-Mitglied Thomas Klein, das zu den 144 Volkskammerabgeordneten im elften Bundestag gehörte.
Bei den ersten ostdeutschen Landtagswahlen traten Mitglieder für die PDS (Listenvereinigung)  an. In Sachsen wurde durch Bernd Schreier ein Mandat gewonnen. In Berlin rückte Michael Czollek im Abgeordnetenhaus nach. 1992 musste Czollek nach Hinweisen auf eine Inoffizielle Mitarbeit beim Ministerium für Staatssicherheit die Fraktion verlassen.
Zwischen 1991 und 1993 begann der Zerfall der Parteistruktur der Nelken; Anfang 1995 wurde das parteiinterne Zirkular sechs/90 eingestellt. Die Partei hatte ca. 550 Mitglieder.